# D'You Know What I Mean?
D'You Know What I Mean? è una canzone del gruppo rock inglese Oasis. È il brano di apertura del terzo album del gruppo, Be Here Now del 1997. 
L'attesa per l'uscita del singolo fu enorme: il brano esordì alla posizione numero 1 nella classifica britannica dei singoli ed è la terza canzone degli Oasis a saltare direttamente alla prima posizione. Conta 162 000 copie vendute nel primo giorno di pubblicazione e 370.000 alla fine della prima settimana, traguardi che ne fanno uno dei singoli venduti più velocemente nella storia della musica; la canzone ha in seguito ottenuto il disco di platino per le vendite nel Regno Unito. Nell'ottobre 2011 è stata collocata al 77º posto in una classifica delle 150 migliori canzoni degli ultimi 15 anni redatta dalla rivista britannica NME.
Nel luglio 2016, in occasione dell'annuncio ufficiale dell'uscita della ristampa di Be Here Now, ricca di contenuti extra come versioni alternative di lati b, registrazioni demo e inediti degli Oasis del periodo, è stato diffuso un nuovo mix di D'You Know What I Mean? curato da Noel Gallagher. Per l'occasione anche la copertina del singolo è stata rivisitata: il grafico Brian Cannon ha utilizzato uno scatto scartato dalla sessione originaria.

## Accoglienza
(Andy Gill)
La canzone si apre con una lunga introduzione di effetti sonori, inclusi il rumore del motore di aereo e un messaggio in codice Morse.
La celebre rivista musicale Rolling Stone, nella sua recensione a Be Here Now, sottolineò la genialità del brano in questi termini:
(Rolling Stone)
Le critiche rivolte al brano ne hanno sottolineato la presunta mancanza di originalità: gli accordi della chitarra nel verso iniziale e nel ritornello, infatti, sono gli stessi di un altro celebre singolo degli Oasis, Wonderwall (Mim7, Sol, Re sus4, La sus). Inoltre come base della canzone è stato utilizzato un campionamento di batteria degli N.W.A.. La critica inglese di AllMusic la etichettò come "Oasis' first boring single", cioè il primo singolo noioso della band.

## Lati B

### Stay Young
Primo lato b del singolo, è diventato subito molto popolare tra i fan, tanto da essere votato per farlo entrare nella raccolta di lati b The Masterplan, pubblicata l'anno successivo. La canzone è uno dei soli lati b appartenenti al periodo dell'album Be Here Now a far parte della raccolta (la seconda, Going Nowhere, è il lato b del singolo Stand by Me). Originariamente la canzone Stay Young era stata concepita come parte integrante dell'album Be Here Now stesso, ma Noel le preferì Magic Pie e si giustificò dicendo che non era molto affezionato alla canzone; inoltre, come egli stesso ha affermato in un'intervista rilasciata pochi giorni dopo l'uscita di The Masterplan, è la b-side che apprezza di meno tra quelle scelte per figurare all'interno della raccolta.
Nel 1998 il brano ha fatto parte della colonna sonora del film The Faculty.

### Angel Child (Demo)
Il secondo lato b, Angel Child (Demo), è un brano acustico cantato da Noel Gallagher. Durante il periodo in cui Noel militava negli Oasis, è stato suonato un'unica volta, per una stazione radiofonica spagnola, per promuovere il singolo, nel luglio 1997. Da quell'occasione non è stato più riproposto nella scaletta di un concerto per oltre quindici anni: solamente il 14 agosto 2012, durante un'esibizione acustica benefica a Londra del suo nuovo gruppo Noel Gallagher's High Flying Birds, l'autore ha eseguito la canzone per la seconda volta dalla sua pubblicazione, dichiarando al pubblico presente:

### Heroes
Heroes, terzo e ultimo b-side presente solo nella versione CD del singolo, è una cover della nota canzone di David Bowie.

## Commenti di Noel Gallagher
Nel 1997, in un'intervista alla rivista Q per la promozione di Be Here Now, Noel Gallagher affermò a proposito del primo singolo:
In un'altra intervista rilasciata alla BBC nel 1997 Noel disse:
Nell'intervista rilasciata nel 2007 alla BBC per la trasmissione Seven Ages of Rock Noel Gallagher dichiarò:
Disse pure che si sarebbe aspettato che qualcuno gli chiedesse di modificare l'introduzione tagliandone alcune parti, ma nessuno lo fece perché la considerazione che in Gran Bretagna avevano per la band era enorme. Gli Oasis eseguirono la canzone a Top of the Pops, eliminando una parte consistente dell'introduzione di effetti sonori.
In un'intervista rilasciata nel 2010 a Gary Crowley per il lancio di Time Flies... 1994-2009, Noel ebbe a dire:
Nel 2016, a colloquio con Keith Cameron, ha dichiarato:

## Copertina
La fotografia che si trova sulla copertina del singolo, ideata Brian Cannon della Microdot, è di Michael Spencer Jones. Fu scattata di fronte ai Blind Steps, una scalinata di Wigan chiamata così perché situata accanto al Blind Workshop, visibile a sinistra nello scatto. Lo scatto rimase segreto per evitarne la sovraesposizione mediatica, ma il giornale The Wigan Evening Post ottenne il diritto esclusivo di seguire l'evento e alla fine vendette le foto al Daily Mirror. Durante la pausa pranzo Liam Gallagher e il designer Brian Cannon si concedettero una birra al vicino pub Crispin Arms.

## Video musicale
Il videoclip della canzone, ambientato in un mondo post-apocalittico, mostra la band che suona tra edifici in rovina in una zona presidiata da numerosi elicotteri. Molti di essi atterrano, sbarcando un numero crescente di persone che si radunano attorno al gruppo e lanciano dei fumogeni colorati. Il frontman Liam Gallagher indossa un anorak e un paio di occhiali da sole creati appositamente per lui, mentre Noel suona una chitarra Gibson Flying V. Il video fu girato nelle officine del gas abbandonate nel quartiere londinese di Beckton, già teatro delle riprese del film Full Metal Jacket di Stanley Kubrick; per l'occasione furono scritte le frasi Do yo know what I mean? e Be here now in ceco sulle pareti di alcuni edifici. A causa dell'utilizzo di due elicotteri Westland Lynx delle forze armate britanniche per le riprese del video, la band venne successivamente accusata di ipocrisia quando nel 2002, dichiarando fermamente la propria opposizione nei confronti della guerra e della militarizzazione, chiesero la rimozione di un filmato di reclutamento per l'esercito che utilizzava in sottofondo la canzone Morning Glory.
Nell'agosto 2016, in occasione della campagna di promozione della ristampa di Be Here Now, il management della band ha diffuso una nuova versione del videoclip di D'You Know What I Mean?, realizzato in digitale e con migliorie al colore, al contrasto e nuove scene originariamente tagliate.
(Dom & Nic, registi del video)

## Formazione
- Liam Gallagher - voce
- Noel Gallagher - chitarra solista, chitarra acustica, cori
- Paul Arthurs - chitarra ritmica
- Paul McGuigan - basso
- Alan White - batteria

Altri musicisti
- Mark Coyle – chitarra

## Tracce
CD
1. D'You Know What I Mean? – 7:22
2. Stay Young – 5:06
3. Angel Child (Demo) – 4:28
4. Heroes – 4:09 (David Bowie, Brian Eno)

7" CRE
1. D'You Know What I Mean? – 7:22
2. Stay Young – 5:06

12"
1. D'You Know What I Mean? – 7:22
2. Stay Young – 5:06
3. Angel Child (Demo) – 4:28

Cassetta
1. D'You Know What I Mean? – 7:22
2. Stay Young – 5:06

## Classifiche
| Classifica (1997)             | Posizione massima |
| ----------------------------- | ----------------- |
| Australia                     | 16                |
| Austria                       | 38                |
| Belgio (Fiandre)              | 32                |
| Belgio (Vallonia)             | 25                |
| Canada                        | 10                |
| Canada (rock/alternative)     | 1                 |
| Finlandia                     | 1                 |
| Francia                       | 37                |
| Germania                      | 27                |
| Giappone                      | 28                |
| Giappone (international)      | 1                 |
| Irlanda                       | 1                 |
| Italia                        | 1                 |
| Norvegia                      | 3                 |
| Nuova Zelanda                 | 4                 |
| Paesi Bassi                   | 31                |
| Regno Unito                   | 1                 |
| Spagna                        | 1                 |
| Stati Uniti (alternative)     | 4                 |
| Stati Uniti (mainstream rock) | 36                |
| Stati Uniti (radio)           | 49                |
| Svezia                        | 2                 |
| Svizzera                      | 20                |